# Cantone di Ussel-Est
Il Cantone di Ussel-Est era una divisione amministrativa dell'arrondissement di Ussel.
A seguito della riforma approvata con decreto del 24 febbraio 2014, che ha avuto attuazione dopo le elezioni dipartimentali del 2015, è stato soppresso.

## Composizione
Comprendeva parte della città di Ussel e i comuni di:
- Mestes
- Saint-Exupéry-les-Roches
- Saint-Fréjoux
- Valiergues
- Saint-Étienne-aux-Clos